# Armeense berkenmuis
De Armeense berkenmuis (Sicista armenica)  is een zoogdier uit de familie van de berkenmuizen (Sminthidae). De wetenschappelijke naam van de soort werd gepubliceerd door Sokolov en Baskevich in 1988.

## Voorkomen
De soort komt voor in Armenië.